# Мінеєвка
Міне́євка (рос. Минеевка) — присілок у складі Чаїнського району Томської області, Росія. Входить до складу Підгорнського сільського поселення.

## Населення
Населення — 97 осіб (2010; 104 у 2002).
Національний склад (станом на 2002 рік):
- росіяни — 94 %